# TV5
TV5 é uma emissora de televisão brasileira sediada em Rio Branco, capital do estado do Acre. Opera no canal 5 (32 UHF digital) e é afiliada à Band, sendo pertencente à Ecoacre Comunicações.

## História

### Rede Record (1996 a 2001)
A TV5 entra no ar no canal 5 VHF em 15 de abril de 1996 assumindo a posição de afiliada à Rede Record, que naquela época estava em processo de formação de rede. A emissora se tornou nova opção como canal de TV no Rio Branco e região, que tinha como propósito fazer uma televisão diferente. Ao longo desse período, contribuiu significativamente para a imprensa televisiva local, consolidando-se como uma alternativa importante para os telespectadores da região.

### RedeTV! (2001 a 2002)
Em 2001, depois de cinco anos como afiliada da Record, a emissora teve contrato não renovado, quando a rede decidiu não renovar e assinar com a TV Gazeta, que na época era RedeTV!. Com isso, a emissora se tornou afiliada da RedeTV!. Nesse mesmo ano, o empresário Pedro Neves assumiu a emissora.

### Band (desde 2002)
Em 2002, pouco mais de um ano de transmitir a RedeTV!, a emissora voltou trocar de rede, desta vez passa transmitir a Band. A RedeTV! passou ser transmitida pela TV Quinari. De acordo com Pedro Neves, em entrevista ao site acreana de Página 20: “A Band, uma emissora de grande credibilidade jornalística, nos procurou quando ainda éramos filiados à RedeTV!. Quando recebi este convite procurei os diretores da RedeTV! para ter uma conversa, eles aceitaram sem problemas esta mudança, porém, só nos filiamos a Band quando a RedeTV! faz parceria com o Canal 40. Não podíamos deixar de lembrar da parceria com a Band, que muito tem contribuído para o nosso crescimento, e não esquecer as outras emissoras que já fomos parceiros com a Rede Record e RedeTV!”, lembrou Neves.
O empresário assegurou que as adaptações sofridas pela emissora após a filiação com a Band foram muito boas. “A audiência tem sido satisfatória, o número de anunciantes a cada dia aumenta, nossa programação tem melhorado consideravelmente e já estamos com três programas locais diários.”, comemorou.
Em 6 de dezembro de 2004, estreou o telejornal TV 5 Notícias, no horário das 16h30, sob apresentação de Demóstenes Nascimento. A partir de fevereiro de 2005, com o término do horário de verão na região Sul do país, o programa teve seu horário ajustado, passando a ser transmitido às 17h. O telejornal chegou a ser exibido à noite.
Em 2006, nas comemorações de dez anos no ar, a emissora promoveu uma grande festa, com a presença da banda Furacão do Calipso, sucesso em todo o país. Diversas bandas locais participaram da vasta programação de atividades organizada pela emissora. O evento aconteceu no dia 29 de abril, às 20 horas, no Atlético Clube Juventus.
Em 24 de junho de 2008, houve alteração de fuso horário brasileiro no Acre e extremo oeste e sudoeste do Amazonas, o que deixou o estado com apenas 1 hora a menos em relação ao Horário de Brasília. Com esta mudança, horários de programas locais foram alterados. Em 10 de novembro de 2013 essa diferença voltou a ser de duas horas (três no horário de verão).

## Sinal digital
| Canal virtual | Canal digital | Resolução de tela | Programação                         |
| ------------- | ------------- | ----------------- | ----------------------------------- |
| 5.1           | 32 UHF        | 1080i             | Programação principal da TV5 / Band |

Transição para o sinal digital
Com base no decreto federal de transição das emissoras de TV brasileiras do sinal analógico para o digital, a TV5 bem como as outras emissoras de Rio Branco, cessou suas transmissões pelo canal 5 VHF em 31 de outubro de 2018, seguindo o cronograma oficial da ANATEL.

## Programas
Além de retransmitir a programação nacional da Band para o Acre, a TV5 produz e exibe os seguintes programas:
- Café com Notícias: telejornal, com Washington Aquino
- Bancada do Esporte: debate esportivo, com Deise Leite , comentários de Gelton Lima, Chico Pontes e Marcelo Avelino
- Sintonia EcoAcre: programa de variedades com transmissão simultânea entre a Rádio Eco Acre FM e TV5, com Washington Aquino

## Controvérsias
Na manhã do dia 10 de agosto de 2010, durante a entrevista ao vivo no telejornal matutino da Cidade 5, o candidato ao Senado pelo Acre, João Correia (PMDB), se irritou com as perguntas feitas com o jornalista Demóstenes Nascimento, sobre o envolvimento (quando era deputado federal entre 2003 até 2007) no Escândalo das Sanguessugas em 2006.
O candidato Correia se irritou com as perguntas, trocou insultos, palavrões e agredir o jornalista. Quando as trocas de insultos começou que resultou na briga entre eles, a transmissão foi interrompida com comerciais. Neste momento dos comerciais, os dois trocaram socos e pontapés por quase um minuto no estúdio da entrevista.
Após a briga ser apartada por pessoal da emissora, Demóstenes Nascimento voltou ao ar ao vivo. Explicou aos telespectadores sobre a interrupção da coletiva: "Infelizmente não podemos exibir a entrevista porque o candidato João Correia baixou o nível. A agressão foi moral, física, e não foi só a mim, mas a todos os jornalistas".
Porém, imagens vazadas na internet de 45 segundos foram divulgadas em todos os telejornais do Brasil, mostrando que o candidato começou a briga, querendo agredir, trocar insultos e até palavrões (que foram censurados). As redes informaram que os envolvidos registraram boletim de ocorrências (no 8º Distrito Policial de Rio Branco) e foram levados ao Instituto Médico Legal (IML) para realizar exame de corpo de delito.
Depois que as imagens foram para nos telejornais nacionais, o Sindicato dos Jornalistas Profissionais do Acre (Sinjac) e a Federação Nacional dos Jornalistas (Fenaj) emitiram nota de repúdio em solidariedade ao Torres e contra Correia.
Em 11 de agosto, a direção da emissora afirmou que tomará medidas para que o incidente não fique impune.
Em 12 de agosto, Correia e alguns integrantes do PMDB acreano fizeram coletiva de imprensa e a surpresa é que o candidato apareceu com o braço direito em uma tipoia, um dos dedos com um curativo e no rosto as marcas ainda em vermelho dos socos e sopapos que recebeu do Nascimento, dizendo sentir dores e afirmou que o jornalista compareceu à entrevista para atacá-lo. Correia diz que a briga mostrada em telejornais fora editada. Acusou o jornalista “a serviço do governo do Estado” e que de ter orientado a edição de parte da fita divulgada em rede nacional. A edição pegou apenas partes que o comprometem, fazendo entender que ele começou as agressões verbais e iniciado a briga corporal. Além de atacar o atual Governo do Estado, também acusou o Sinjac de ter “sufragado a fraude” ao emitir nota em favor do jornalista.
A assessora de Comunicação do governo do Estado, jornalista Tainá Pires, divulgou nota em que nega todas as acusações de Correia, dizendo que o governo do Acre não tem nada a ver com a entrevista que gerou briga e nem mesmo com a acusação que houve edição das imagens divulgadas nos telejornais e sites: “A TV 5 é uma empresa privada e, portanto, o governo do Acre não tem nada a ver com as suas decisões administrativas”.
A direção da emissora de TV informou que Correia e a coligação "Liberdade e Produzir Para Empregar" do PMDB não terão dificuldades para conseguir a fita bruta, apenas a emitir ofício ao Tribunal Regional Eleitoral do Acre (TRE-AC) solicitando a cópia, haja vista que a fita original foi entregue àquela corte no dia seguinte ao incidente ocorrido. Quanto à veiculação das imagens, a emissora informou que essa possibilidade está sendo estudada.
Em 15 de agosto, a juíza do Tribunal Regional Eleitoral do Acre (TRE-AC), Denise Bonfim, solicita à emissora que envie as imagens da briga, sob alegação que só teve acesso às imagens editadas, o que pode comprometer a avaliação da mesma para decidir a quem compete a investigação. A juíza deu prazo para que entregasse as gravações até às 11h do dia 14 de agosto.
Em 23 de agosto, o TRE-AC teve acesso ao vídeo sem cortes, inclusive até a coligação que dá apoio a Correia e a imprensa, agora com quase 4 minutos, demonstrando que realmente o candidato começou a briga. Houve anúncio que o candidato iria usar o vídeo da briga na propaganda eleitoral na TV.
Ao contrário que houve a notícia da briga entre o candidato e o jornalista, os telejornais das redes não divulgaram mais o caso. Apesar das novas imagens, Correia afirma que o conteúdo foi alterado e entra na Justiça para pedir perícia nas imagens.
Em 8 de setembro, o TRE-AC decidiu por unanimidade na noite que o candidato João Correia (PMDB) tem direito de conceder nova entrevista à TV 5. A decisão foi do Pleno do TRE.
Em 10 de setembro, depois ser derrotado pelo TRE-AC para exibição e a perícia das imagens, Correia iniciou a greve de fome na frente do Palácio Rio Branco, abrigado por uma tenda armada debaixo de um Sol de 37 graus. Na mesa, cartelas de medicamento para hipertensão, escova e creme dental, além de exemplares dos dois livros Humano, Demasiado Humano (de Friedrich Nietzsche) e Origens do Totalitarismo (de Hannah Arendt). Em 16 de setembro, o juiz Romário Divino, da Justiça Eleitoral, solicitou a realização de perícia técnica das imagens de entrevista. A greve de fome terminou em 17 de setembro, quando o candidato era informado pelo advogado que o contratou.